# 시카다니촌
시카다니촌(鹿谷村)은 후쿠이현 오노군에 설치되었던 촌이다. 1954년 9월 1일 시카다니촌 및 가쓰야마정, 아라도촌, 무라코촌, 기타고촌, 기타다니촌, 오소하촌, 헤이센지촌, 노무키촌 등 9개 정·촌이 합병, 가쓰야마시가 신설되고 폐지되었다.